# پیاز سیبری
پیاز سیبری (نام علمی: Allium ochotense) نام یک گونه از سرده سیر است.